# Гатаулин, Ахияр Мугинович
Ахияр Мугинович Гатаулин (22.12.1935-16.01.2015) — советский и российский учёный в области экономической статистики и кибернетики, член-корреспондент ВАСХНИЛ (1991), член-корреспондент РАН (2014). Заслуженный деятель науки Российской Федерации (1995).

## Биография
Родился в с. Старые Шалты Абдулинского района Оренбургской области в семье колхозников. Окончил Бугурусланский сельскохозяйственный техникум (1953, с отличием), Московскую сельскохозяйственную академию им. К. А. Тимирязева (1958) и её аспирантуру (1964).
Работал там же: ассистент кафедры статистики (1962—1967), доцент кафедры статистики (1967—1972), заведующий кафедрой экономической кибернетики (с 1972).
Доктор экономических наук (1980), профессор (1982), член-корреспондент ВАСХНИЛ (1991), член-корреспондент РАН (2014).
Научные исследования посвящены разработкам методологии системного анализа, исследованию макроэкономических проблем эквивалентности межотраслевого и межрегионального обмена в АПК, методам определения совокупных затрат живого и овеществленного труда, оценки реального вклада отраслей АПК в национальный доход.
Заслуженный деятель науки Российской Федерации (1995). Награждён 2 медалями СССР, золотой медалью имени В. С. Немчинова (2004).
Автор научных статей, учебников и учебных пособий, 10 монографий.
Скончался 16 января 2015 года. Похоронен на Долгопрудненском кладбище.

## Публикации
- Себестоимость и совокупные затраты труда в производстве сельскохозяйственной продукции. — М.: Экономика, 1965. — 189 с .
- Выборки и проверка статистических гипотез: метод. пособие по мат. статистике. — М.: Изд-во ТСХА, 1970. — 170 с.
- Издержки производства сельскохозяйственной продукции: методология измерения и пути снижения. — М.: Экономика, 1983. — 183 с.
- Система прикладных статистико-математических методов обработки экспериментальных данных в сельском хозяйстве. Ч. 1-2. — М.: Изд-во МСХА, 1992. — 160 с.; 192 с.
- Экономическая теория: толковый терминологический словарь: учеб. пособие для студентов вузов по агроэкон. спец. — М.: Колос, 1999. — 247 с.
- Микроэкономика. Анализ аграрных рынков: учеб.-практ. пособие для дистанц. обучения / соавт.: Ю. Р. Стратонович, Р. Г. Ахметов. — М., 2000. — 101 с.
- Основы математической статистики: учеб. пособие для дистанц. обучения. — М., 2001. — 138 с.
- Аграрная политика: учеб. пособие для студентов вузов, обучающихся по агроэкон. спец. / соавт.: А. П. Зинченко и др. — М.: КолосС, 2004. — 304 с.
- Стоимость, равновесие и издержки в сельском хозяйстве: моногр. / соавт. Н. М. Светлов; Рос. гос. аграр. ун-т — МСХА им. К. А. Тимирязева. — М., 2005. — 243 с. — То же. — 2-е изд., перераб. — М.: Инфра-М, 2013. — 260 с.
- Системы земледелия: учеб. для студентов вузов, обучающихся по агрон. спец. / соавт.: А. Ф. Сафонов, И. Г. Платонов. — М.: КолосС, 2009. — 446 с.
- Введение в теорию систем и системный анализ = Introduction to systems theory and system analysis: учеб. пособие / Рос. гос. аграр. ун-т — МСХА им. К. А. Тимирязева. — М., 2010. — 189 с.
- Флагман агроэкономического образования: моногр. / соавт.: Р. Г. Ахметов и др.; Рос. гос. аграр. ун-т — МСХА им. К. А. Тимирязева. — М.: Изд-во РГАУ-МСХА, 2013. — 180 с.